# 28 de diciembre
El 28 de diciembre es el 362.º (tricentésimo sexagésimo segundo) día del año en el calendario gregoriano y el 363.º en los años bisiestos. Quedan tres días para finalizar el año.

## Acontecimientos
- 484: en el trono visigodo, Alarico II sucede a Eurico.
- 801: en Barcelona (España) los francos realizan una entrada solemne y proclaman a Bera como primer conde de Barcelona.
- 893: en la ciudad de Dvin (Armenia), de unos 100 000 habitantes, un devastador terremoto deja un saldo de 30 000 muertos. (Ver Terremotos anteriores al siglo XX).
- 1065: en Londres (Inglaterra) se funda la abadía de Westminster, lugar de coronación de los monarcas ingleses y panteón real.
- 1248: en los Países Bajos, una marea ciclónica supera las dunas costeras en Callantsoog (Den Helder) e inunda el norte de Holanda, Frisia y Groninga.
- 1287: en Aragón, Alfonso III concede a la nobleza aragonesa los privilegios de la Unión de Aragón.
- 1288: en Castilla, Alfonso III establece un compromiso de alianza con el aspirante al trono Alfonso de la Cerda.
- 1536: en la actual Colombia, Gonzalo Jiménez de Quesada llega a la llanura de Bogotá, tras explorar el río Magdalena, y la bautiza con el nombre de Nuevo Reino de Granada.
- 1696: en Roma fallece el teólogo español Miguel de Molinos (68), condenado por la Inquisición a cadena perpetua.
- 1833: la reina regente María Cristina contrae matrimonio morganático y secreto con Fernando Muñoz, guardia de corps.
- 1836: España firma un tratado de paz, amistad y reconocimiento de independencia con México.
- 1874: en Sagunto, Arsenio Martínez Campos proclama a Alfonso XII.
- 1879: en el río Tay, cerca de Dundee (Escocia), mueren más de 200 personas al caerse un puente, cuando pasaba un tren de pasajeros.
- 1886: en Estados Unidos, Josephine Cochrane recibe la patente de su invento, el primer lavavajillas funcional.
- 1895: en París (Francia), los hermanos Louis y Auguste Lumière ofrecen la primera exhibición pública de su cinematógrafo.
- 1895: en Wurzburgo (Alemania), Wilhelm Röntgen presenta su primera comunicación sobre los rayos X.
- 1903: Cuba reconoce la nueva República de Panamá.
- 1908: en la ciudad siciliana de Mesina (Italia), un gran terremoto causa unas 80 000 víctimas.
- 1909: en Massachusetts (Estados Unidos), Robert Goddard ―físico de la Universidad de Clark― publica los primeros trabajos teóricos acerca de la propulsión mediante cohetes.
- 1911: el Estado ruso adquiere 12 millones de rublos en cereales para paliar el hambre tras las malas cosechas.
- 1913: Racing Club se coronó campeón del fútbol argentino por 1.ª vez en su historia al derrotar 2-0 a San Isidro y conquistar el Campeonato de primera división 1913.
- 1916: en la zona agrícola de Clermont (de 1500 habitantes), en el norte de Australia, una inundación mata a 65 personas. Entre 1864 y 1896 habían sucedido cuatro inundaciones graves.
- 1922: en Valladolid se estrena la comedia de Pardo Bazán El becerro de metal.
- 1923: en España, el Directorio acuerda prohibir la enseñanza del catalán en los centros oficiales.
- 1923: en Londres se estrena Santa Juana, de Bernard Shaw.
- 1925: en El Cairo (Egipto) se funda la Universidad de Fuad, la más importante de la zona.
- 1926: en España se aprueba el concierto económico entre el Estado y las provincias vascongadas, cuya vigencia es de 25 años.
- 1927: en Bruselas se estrena la ópera Antígona de Arthur Honegger.
- 1929: en el teatro Barcelona, de la ciudad homónima, se estrena la obra La Lola se va a los puertos, de Manuel y Antonio Machado.
- 1931: el papa Pío XI publica una encíclica sobre la autoridad de la Iglesia.
- 1941: inicia la Operación Antropoide, el asesinato del líder nazi Reinhard Heydrich en Praga.
- 1948: el grupo terrorista Hermanos Musulmanes asesina al primer ministro egipcio, Mahmu Fahmi Bajá.
- 1956: en España mueren seis personas al descarrilar el expreso Madrid-Coruña.
- 1957: en Madrid se empieza a emplear la vacuna Salk durante la campaña de vacunación voluntaria contra la poliomielitis.
- 1958: en Cuba, la ofensiva rebelde consigue ocupar Santa Clara y dividir en dos la isla.
- 1961: en Lima (Perú) se crea del distrito de Villa María del Triunfo.
- 1962: cerca de San Juan de la Maguana (República Dominicana) el Gobierno manda asesinar a un número indeterminado de seguidores vudú del movimiento mesiánico-popular de Olivorio Mateo (Masacre de Palma Sola).
- 1964: en Italia, el socialdemócrata Giuseppe Saragat es elegido presidente de la República.
- 1966: el equipo australiano de tenis vence a la India y conserva la Copa Davis.
- 1967: en España, el escritor Héctor Vázquez Azpiri obtiene el premio Alfaguara por su obra Fauna.
- 1970: en Canadá son detenidos los presuntos asesinos del ministro quebequés Pierre Laporte (muerto el 18 de octubre).
- 1972: en Berlín, un esqueleto descubierto durante unas excavaciones es identificado como el de Martin Bormann (lugarteniente de Adolf Hitler).
- 1972: El grupo de 16 supervivientes del avión uruguayo accidentado en los andes argentinos, en el mes de octubre, regresa a Montevideo  en compañía de sus familiares y amigos, después de haber pasado la  Nochebuena y la Navidad de ese año en hoteles y hospitales chilenos bajo observación médica, por su lamentable estado de salud tras 72 días en la cordillera
- 1973: en Asturias (España), a partir del 1 de enero, los mineros asturianos del interior de las minas trabajarán 40 horas a la semana.
- 1976: en un pozo a 331 metros bajo tierra, en el área U7aj(s) del Sitio de pruebas atómicas de Nevada (a unos 100 km al noroeste de la ciudad de Las Vegas), a las 10:00 (hora local) Estados Unidos detona su bomba atómica n.º 883, Rudder, de 89 kt.
- 1979: en Argentina, el dictador Jorge Rafael Videla destituye a su compañero dictador Roberto Eduardo Viola como «jefe superior del Ejército» y nombra a su compañero dictador Leopoldo Fortunato Galtieri.
- 1981: el futbolista Karl-Heinz Rummenigge es elegido, por segunda vez consecutiva, mejor jugador europeo del año.
- 1982: en España, el Congreso de los Diputados nombra defensor del pueblo a Joaquín Ruiz-Giménez.
- 1982: en Córcega desde comienzos de año se han cometido 800 atentados.
- 1983: en Argentina el Gobierno democrático deroga la Ley de Autoamnistía dictada por la dictadura militar, que afecta a todos los militares implicados en la guerra de las Malvinas.
- 1984: en España entra en vigor la Ley de Objeción de Conciencia.
- 1985: en un pozo a 549 metros bajo tierra, en el área U20ao del Sitio de pruebas atómicas de Nevada (a unos 100 km al noroeste de la ciudad de Las Vegas), a las 11:00 (hora local) Estados Unidos detona su bomba atómica Goldstone, de 60 kt. Es la bomba n.º 1043 de las 1132 que Estados Unidos detonó entre 1945 y 1992.
- 1988: en Barcelona, el ayuntamiento otorga la medalla de oro al pintor Salvador Dalí, cuya salud está muy debilitada.
- 1991: en Azerbaiyán, la mayoría de los consultados en referéndum se muestran a favor de la independencia.
- 1992: en Mogadiscio (Somalia), tras una marcha por la paz se reconcilian en público los dos «señores de la guerra», Mohamed Farah Aidid y Mohamed Alí Mahdi.
- 1993: en España, el Banco de España interviene al banco Banesto (bajo la dirección de Mario Conde).
- 1995: en España termina la serie televisiva Farmacia de guardia, con un 63 % de cuota de pantalla y 11 527 000 espectadores, convirtiéndose en la serie más vista de la televisión en ese país.
- 1997: en Egipto, la CSA (Corte Suprema Administrativa) decide prohibir la ablación de clítoris en los hospitales públicos y privados, por considerar que en el Corán (libro sagrado de los musulmanes) no existe ningún versículo sobre la necesidad de efectuarla.
- 1997: en Escocia (Reino Unido), el actor Robert Carlyle (36) se casa con la maquilladora Anastasia Shirley.[1]
- 2000: la reunión entre el líder palestino Yasir Arafat y el primer ministro israelí Ehud Barak, que debía celebrarse en Egipto para negociar un nuevo plan de acercamiento propuesto por el presidente estadounidense Bill Clinton, se suspende en el último momento.
- 2000: el cohete ruso Ciklon 3 y los seis satélites que transportaba (tres militares y tres de comunicación) desaparecen del campo de observación de los controladores de la Agencia Espacial Federal Rusa.
- 2002: en la playa de La Coruña (España), 10 000 personas se manifiestan bajo el lema «Nunca máis» y exigen responsabilidades por la marea negra del Prestige.
- 2002: las islas Tikopia, Fataka y Anuta (del archipiélago Salomón, al noroeste de Australia) son arrasadas por un ciclón.
- 2003: Guatemala: En segunda vuelta electoral Óscar Berger Perdomo gana con el 54,13% la presidencia de la República.
- 2004: al norte de Bagdad, la insurgencia iraquí asesina a 12 policías.
- 2004: investigadores franceses obtienen grandes cantidades de glóbulos rojos in vitro utilizando células madre de la célula ósea.[2]
- 2005: la policía francesa detiene a dos miembros de la banda terrorista ETA en un control rutinario de carreteras.
- 2005: en Las Palmas (Canarias) la policía española detiene al responsable financiero del Clan Nuvoleta, uno de los jefes más buscados de la mafia napolitana.
- 2005: Israel impone una zona de exclusión en el norte de la franja de Gaza para impedir que los radicales palestinos lancen cohetes contra poblaciones israelíes cercanas.
- 2005: en Chile, la policía chilena ficha por primera vez al exdictador Augusto Pinochet y toma sus huellas dactilares.
- 2005: se lanza con éxito y se pone en órbita el primer satélite de ensayos del futuro sistema europeo de localización Galileo, el GIOVE-A.
- 2006: en Venezuela, en un acto de salutación a la Fuerza Armada Nacional, el presidente Hugo Chávez anuncia que no renovará la concesión a la planta televisiva Radio Caracas Televisión.
- 2010: en España, desaparece CNN+.
- 2014: El Vuelo 8501 de Indonesia AirAsia cae al Mar de Java, en la ruta de Indonesia a Singapur, con 162 personas a bordo.

## Nacimientos
- 1164: Rokujō, emperador japonés (f. 1176).
- 1535: Martin Eisengrein, teólogo alemán (f. 1578)

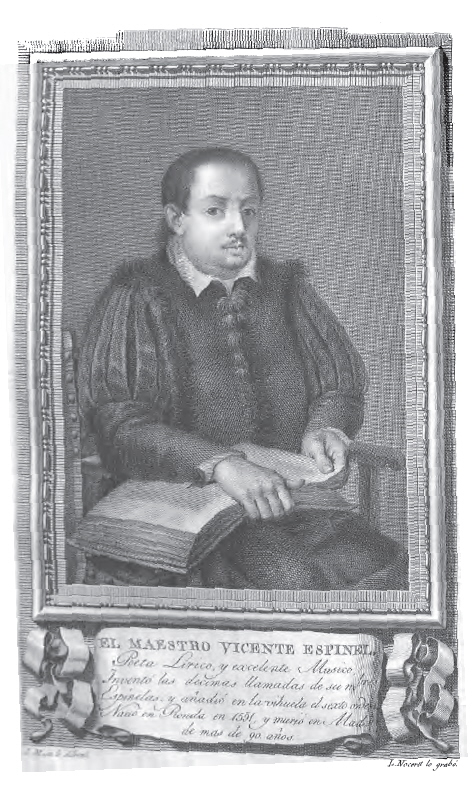
Vicente Espinel.

- 1550: Vicente Espinel, escritor y compositor español (f. 1624).
- 1635: Isabel Estuardo, aristócrata inglesa, hija del rey Carlos I (f. 1650).
- 1651: Johann Krieger, compositor alemán (f. 1735).
- 1722: John Pitcairn, soldado británico (f. 1775).
- 1745: Juan de Ayala, marino español (f. 1797).
- 1818: Carl Remigius Fresenius, químico británico (f. 1897).
- 1819: Joaquín Jovellar, militar y político español (f. 1892).
- 1850: Francesco Tamagno, tenor italiano (f. 1905).
- 1852: Leonardo Torres Quevedo, ingeniero e inventor español (f. 1936).
- 1855: Juan Zorrilla de San Martín, poeta y diplomático uruguayo (f. 1931).

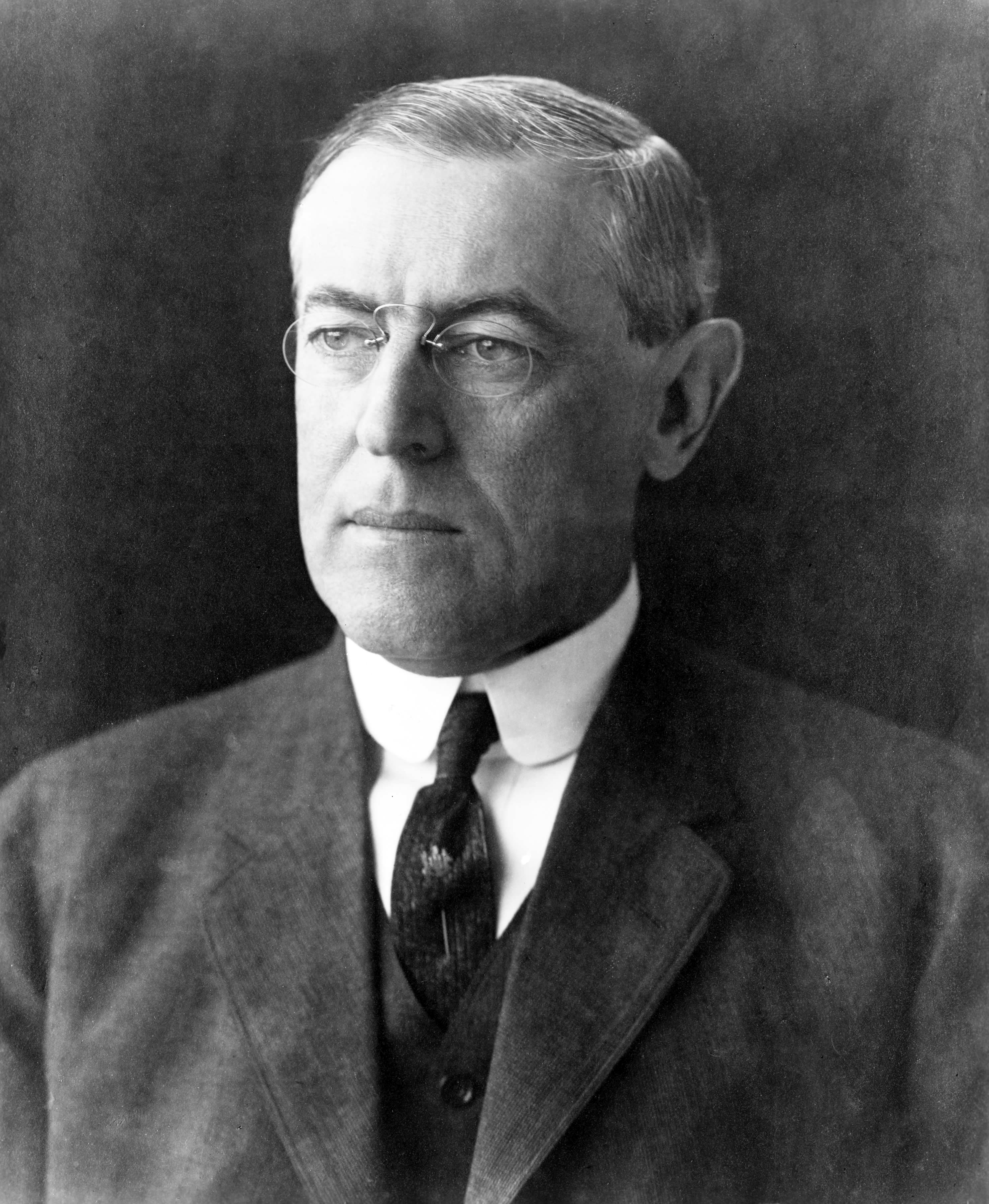
Woodrow Wilson.

- 1856: Woodrow Wilson, presidente estadounidense, premio Nobel de la Paz en 1919 (f. 1924).
- 1865: Félix Vallotton, pintor y grabador francés (f. 1925).
- 1870: Charles Bennet, atleta británico (f. 1949).
- 1872: Pío Baroja, novelista español (f. 1956).
- 1874: María Lejárraga, escritora y activista española (f. 1974).
- 1882: Arthur Stanley Eddington, astrónomo, filósofo y físico británico (f. 1944).
- 1882: Lili Elbe, artista danés (f. 1931).
- 1885: Vladímir Tatlin, arquitecto y pintor ruso (f. 1953).

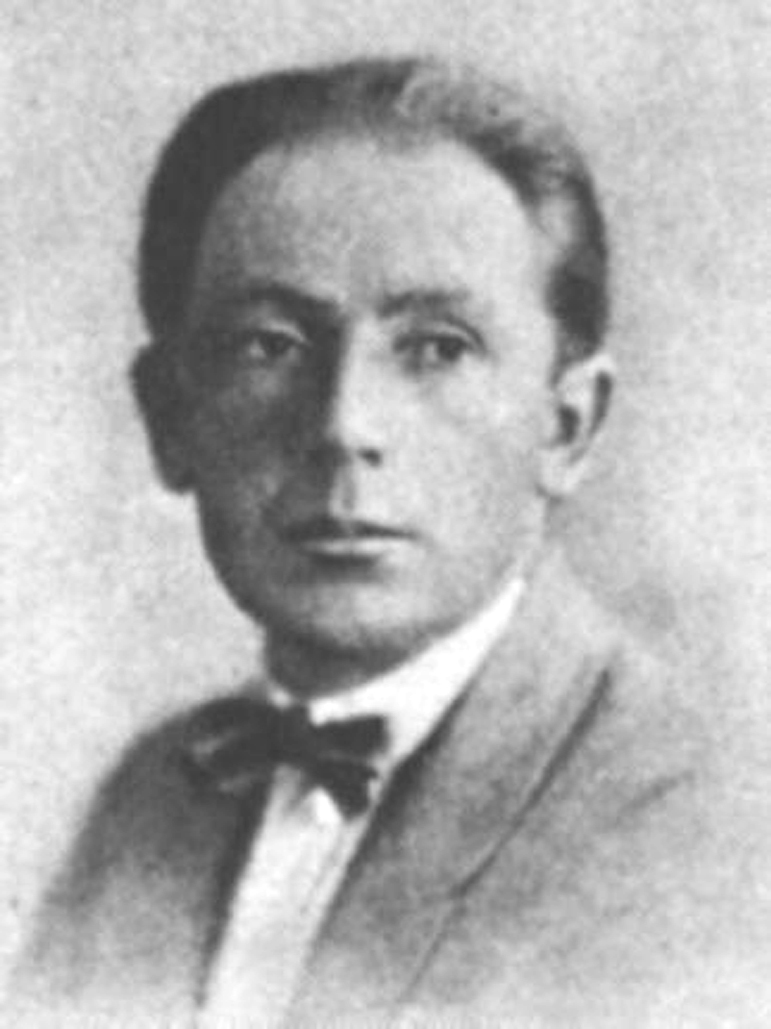
F. W. Murnau.

- 1888: F. W. Murnau, cineasta alemán (f. 1931).
- 1890: Stepán Kalinin, militar soviético (f. 1975)
- 1891: Elvira de Hidalgo, soprano española (f. 1980).
- 1896: Rafael Rossi, músico argentino (f. 1982).
- 1897: Iván Kónev, militar soviético (f. 1973)
- 1898: Carl-Gustaf Rossby, meteorólogo estadounidense de origen sueco (f. 1957).
- 1899: Edgar Neville, escritor y diplomático español (f. 1967).
- 1902: Mortimer Adler, filósofo estadounidense (f. 2001).
- 1902: Shen Congwen, escritor chino (f. 1988).
- 1903: Earl Hines, pianista estadounidense de jazz (f. 1983).
- 1903: Mijaíl Kalatózov, cineasta soviético (f. 1973).
- 1903: John von Neumann, matemático húngaro-estadounidense (f. 1957).

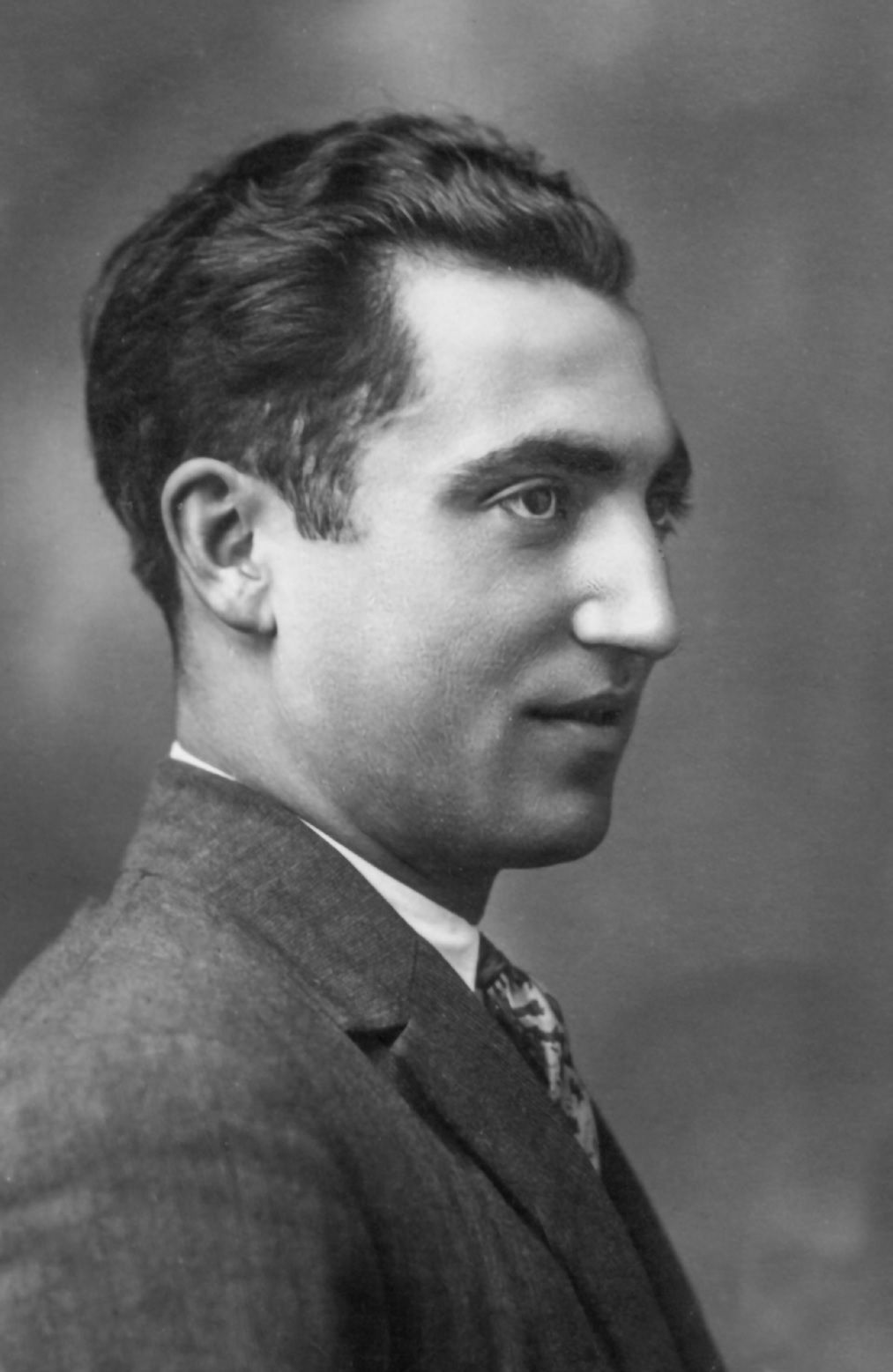
Antonio Fraguas Fraguas.

- 1904: Tatsuo Hori, escritor japonés (f. 1953).
- 1905: Antonio Fraguas Fraguas, escritor e historiador español (f. 1999).
- 1906: Duilio Coletti, director de cine italiano (f. 1999).
- 1908: Lew Ayres, actor estadounidense (f. 1996).
- 1908: Yevgueni Vuchétich, escultor monumentalista soviético (f. 1974)
- 1909: María Rosa Alonso, profesora, filóloga y ensayista española (f. 2011).
- 1909: David Murray, piloto británico de automovilismo (f. 1973).
- 1910: Manuel Capdevila, pintor y orfebre catalán (f. 2006).
- 1910: Tomás Zarraonaindia, guardameta español, hermano de Telmo Zarra (f. 2000).
- 1911: Yevgeni Petróvich Fiódorov, aviador militar soviético (f. 1993).
- 1912: José Luis Cano, poeta español (f. 1999).
- 1913: Lou Jacobi, actor canadiense (f. 2009).
- 1914: Manuel Velasco Suárez, médico y político mexicano (f. 2001)
- 1916: Ricardo Molina, poeta español (f. 1968).
- 1920: Antonieta de Mónaco, aristócrata monegasca (f. 2011).
- 1920: Steve Van Buren, jugador estadounidense de fútbol americano (f. 2012).
- 1921: Johnny Otis, músico estadounidense de blues (f. 2012).

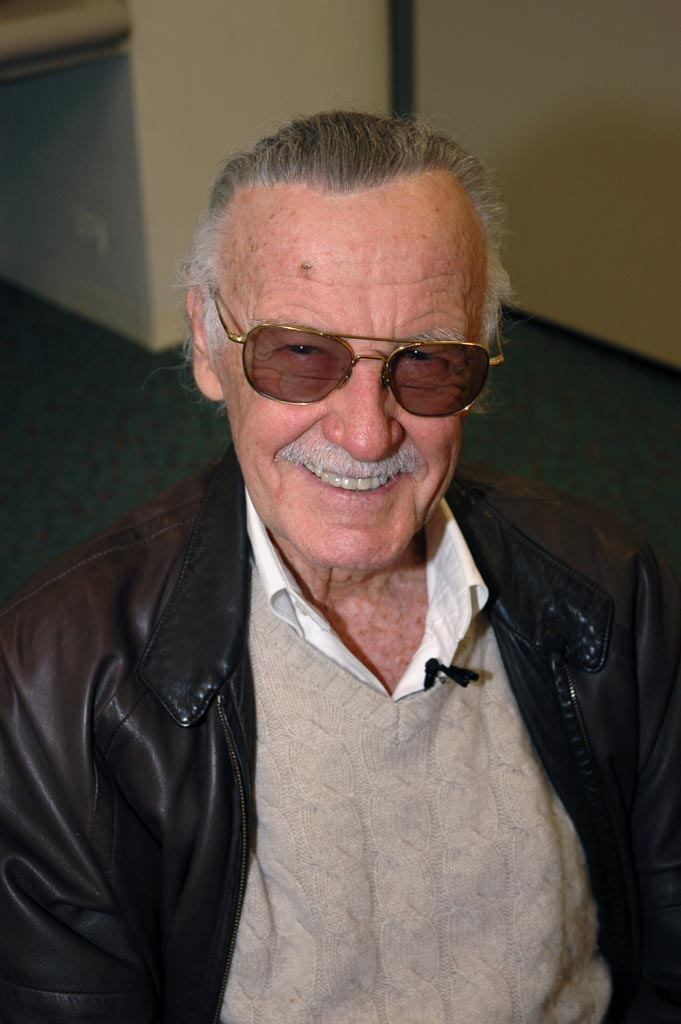
Stan Lee.

- 1922: Stan Lee, historietista estadounidense (f. 2018).
- 1923: Louis Lansana Beavogui, político guineano (f. 1984).
- 1924: Milton Obote, presidente ugandés (f. 2005).
- 1925: Hildegard Knef, actriz alemana (f. 2002).
- 1925: Willy Kemp, ciclista luxemburgués (f. 2021).
- 1927: Esther Sandoval, actriz puertorriqueña (f. 2006).
- 1927: Horangel (Horacio Germán Tirigall), astrólogo argentino (f. 2021).
- 1930: Jorge Di Pascuale, sindicalista peronista argentino; asesinado (f. 1977).
- 1930: Franzl Lang, artista de folclor alemán (f. 2015).
- 1930: Aschira, astróloga, cantante lírica y presentadora española que hizo carrera en Argentina (f. 2019).
- 1931: Guy Debord, cineasta y filósofo francés (f. 1994).
- 1932: Manuel Puig, novelista argentino (f. 1990).
- 1932: Nichelle Nichols, actriz estadounidense (f. 2022).
- 1934: Paulin Obame-Nguema, médico y político gabonés, Primer ministro de Gabón entre 1994 y 1999 (f. 2023).
- 1934: Maggie Smith, actriz británica (f. 2024)
- 1934: David Warrilow, actor británico (f. 1995).
- 1936: Jacques Mesrine, contrabandista y asesino francés (f. 1979).
- 1936: Han Seung Soo, político surcoreano.
- 1937: Elida Marletta, actriz argentina (f. 2017).
- 1937: Ratan Tata, magnate indio (f. 2024).
- 1937: Jorge Nuno Pinto da Costa, dirigente deportivo portugués (f. 2025).

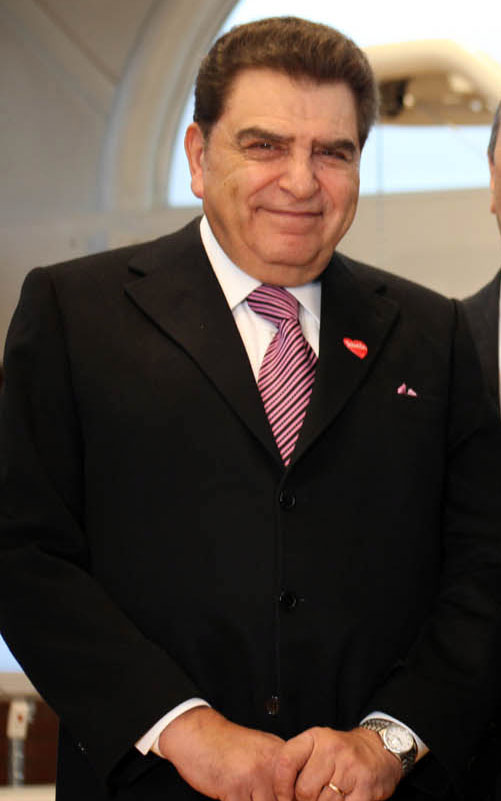
Don Francisco.

- 1940: Don Francisco, presentador de televisión, empresario y filántropo chileno.
- 1942: Roger Swerts, ciclista belga.

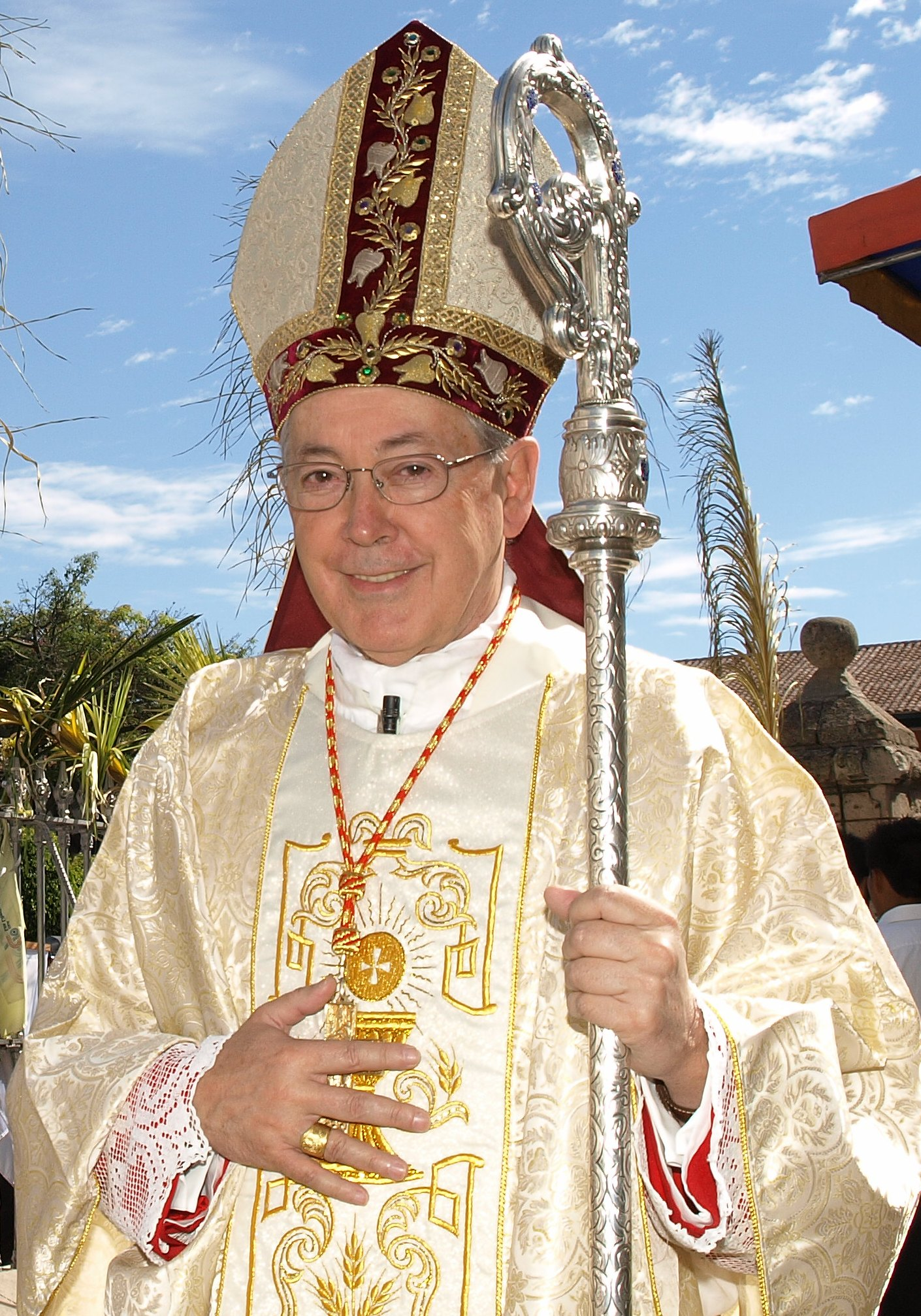
Juan Luis Cipriani.

- 1943: Juan Luis Cipriani, arzobispo peruano.
- 1943: David Peterson, político canadiense.
- 1944: Kary Mullis, bioquímico estadounidense, premio nobel de química en 1993 (f. 2019).
- 1944: Johnny Isakson, político estadounidense (f. 2021).
- 1945: Birendra Bir Bikram Shah Dev, rey de Nepal entre 1972 y 2001 (f. 2001).
- 1946: Mike Beebe, político estadounidense, Gobernador de Arkansas entre 2007 y 2015.
- 1946: Edgar Winter, músico estadounidense.
- 1946: Nello Mascia, actor italiano.
- 1947: Aurelio Rodríguez, beisbolista mexicano (f. 2000).
- 1947: Miguel Quinteros, ajedrecista argentino.

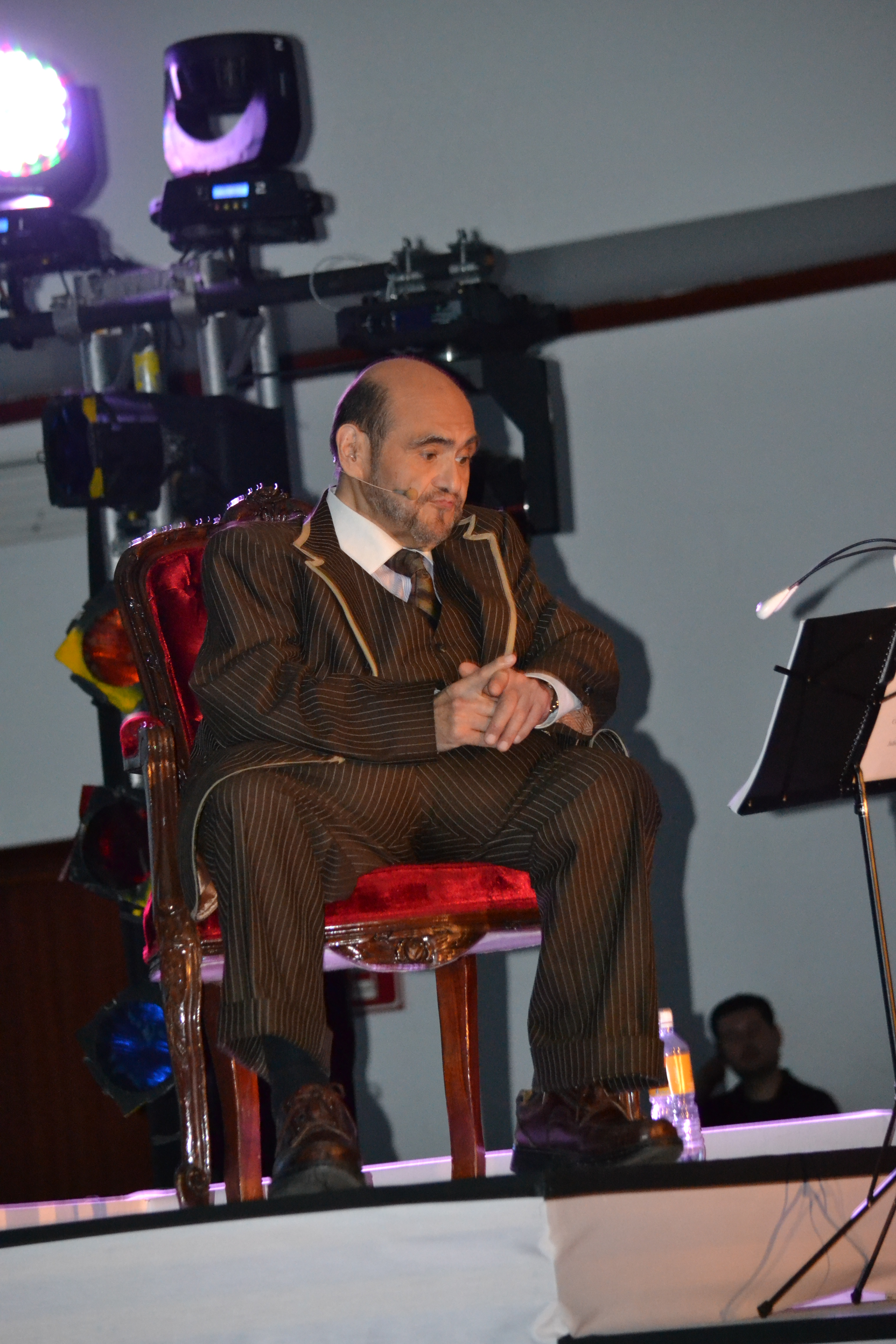
Édgar Vivar.

- 1948: Édgar Vivar, médico y actor mexicano.
- 1950: Øivind Blunck, actor noruego.
- 1950: Alex Chilton, cantante y guitarrista estadounidense (f. 2010).
- 1950: Hugh McDonald, bajista actual de la banda Bon Jovi.
- 1950: Juan María Traverso, piloto de automovilismo argentino (f. 2024).
- 1952: Arun Jaitley, abogado y político indio (f. 2019).
- 1953: Richard Clayderman, pianista francés.
- 1953: James Foley, cineasta estadounidense (f. 2025).
- 1954: Juan Antonio De Benedictis, piloto de carreras argentino.

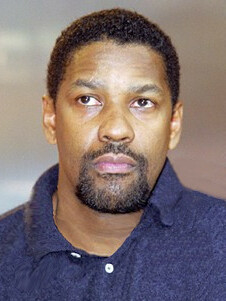
Denzel Washington.

- 1954: Denzel Washington, actor y director de cine estadounidense.
- 1955: Liu Xiaobo, activista chino, premio Nobel de la Paz 2010 (f. 2017).
- 1956: Nigel Kennedy, violinista británico.
- 1957: Jaime Rodríguez Calderón, político mexicano, gobernador de Nuevo León de 2015 a 2021.
- 1957: Javier Arenas, político español.
- 1958: Claire de la Fuente, cantante filipina (f. 2021).
- 1958: César Sarachu, actor español.
- 1958: Terry Butcher, futbolista británico.
- 1959: Ana Torroja, cantante española, de la banda Mecano.
- 1959: Emilio Sutherland, periodista y presentador de televisión chileno.
- 1960: Melvin Turpin, baloncestista estadounidense (f. 2010).
- 1961: María Clemencia Rodríguez, primera dama de Colombia entre 2010 y 2018.
- 1962: Michel Petrucciani, pianista y compositor francés de jazz (f. 1999).
- 1962: Quim Torra, político catalán, Presidente de la Generalidad de Cataluña entre 2018 y 2020.
- 1963: Dmitry Solovyov, yudoca uzbeko.
- 1964: Maite Zúñiga, atleta española.
- 1964: Ferdi Taygan, tenista estadounidense.
- 1966: Kaliopi, cantante macedonia.
- 1966: Wojciech Wojda, cantante polaco.
- 1967: Raphael Jiménez, director de orquesta y violinista venezolano.
- 1967: Chris Ware, historietista estadounidense.
- 1967: Mabel Lozano, actriz española.
- 1968: Svetlana Kapanina, piloto rusa.

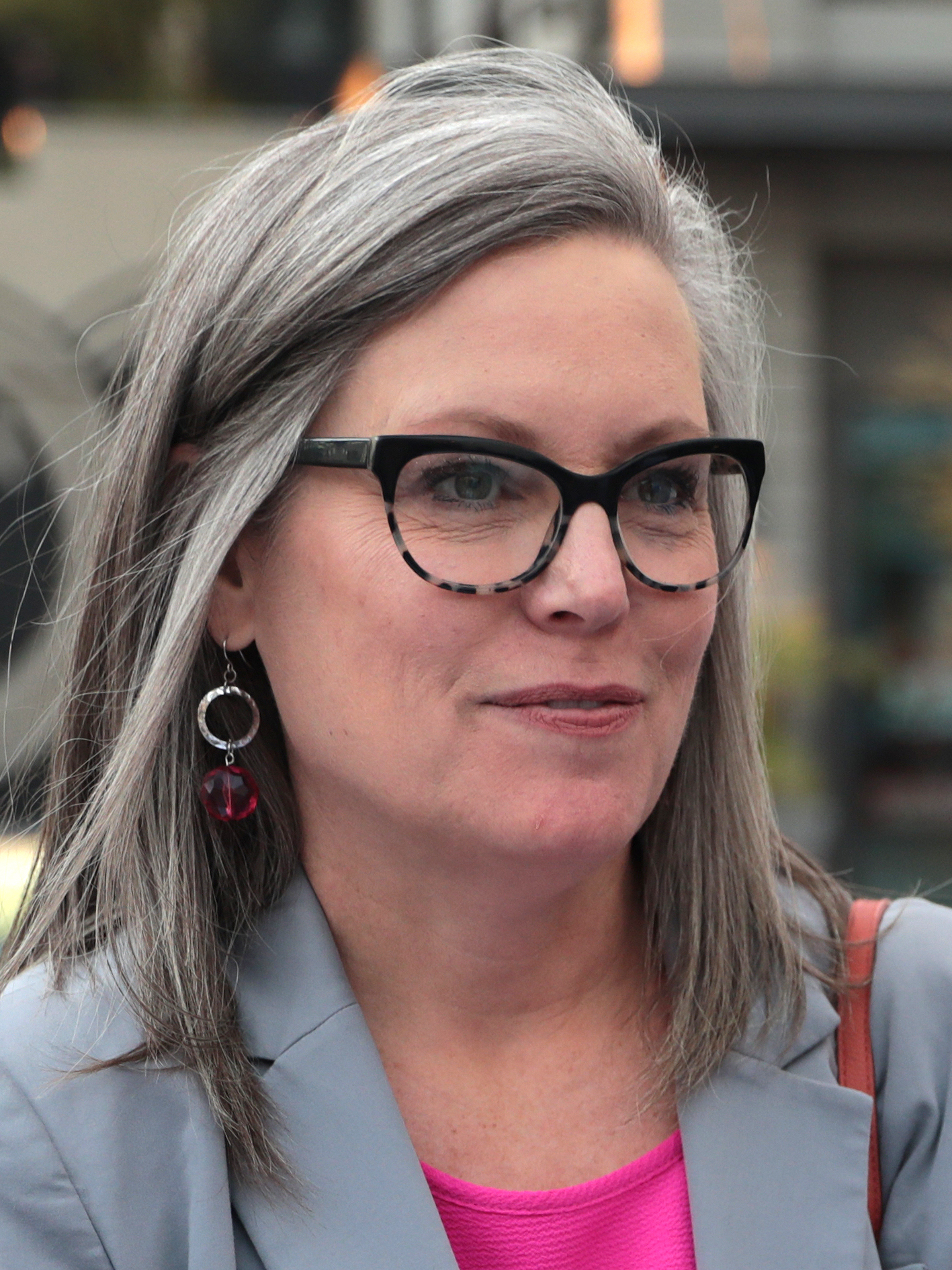
Katie Hobbs

- 1969: Juan Reynoso Guzmán, futbolista peruano.
- 1969: Linus Torvalds, informático finlandés.
- 1969: Katie Hobbs, política estadounidense, Gobernadora de Arizona desde 2023.
- 1969: Alberto Macías, futbolista mexicano.
- 1969: James Trapp, atleta estadounidense.
- 1969: Rafael Cofiño, político español.
- 1969: Duncan Lacroix, actor inglés.

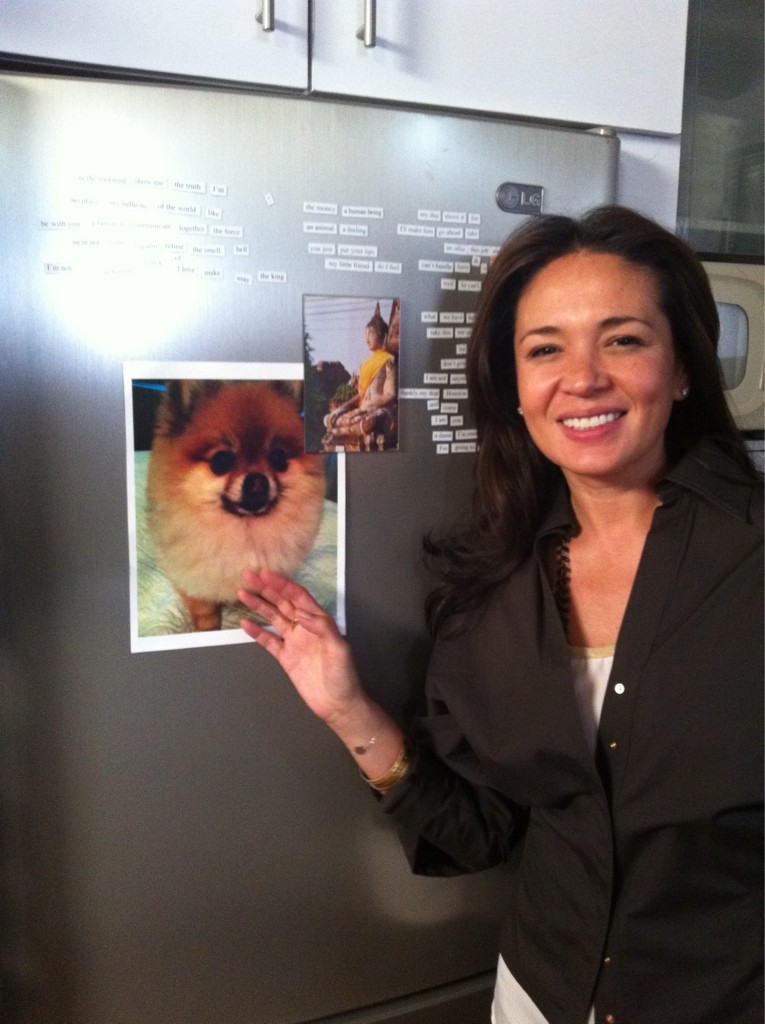
Yolanda Andrade

- 1970: Elaine Hendrix, actriz y cantante estadounidense.
- 1971: Diego Abal, árbitro de fútbol argentino.
- 1971: Yolanda Andrade, actriz y conductora de televisión mexicana.
- 1971: Sergi Barjuan, futbolista español.

Patrick Rafter.

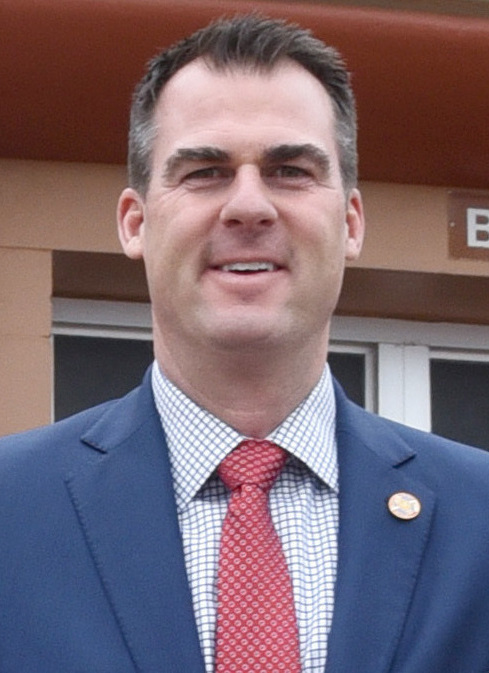
Kevin Stitt

- 1972: Einar Díaz, beisbolista y entrenador panameño.
- 1972: Roberto Palacios, futbolista peruano.
- 1972: Patrick Rafter, tenista australiano.
- 1972: Adam Vinatieri, jugador estadounidense de fútbol americano.
- 1972: Kevin Stitt, empresario y político estadounidense, Gobernador de Oklahoma desde 2019.
- 1973: María Fernanda Aldana, cantante argentina.
- 1973: Alex Dimitriades, actor australiano.
- 1973: Seth Meyers, actor estadounidense.
- 1973: Kyohei Mikami, luchador japonés.
- 1973: Martha Isabel Bolaños, actriz, modelo y empresaria colombiana.
- 1973: Yessica Salazar, actriz y modelo mexicana.
- 1974: Anxo Lorenzo, gaitero español.
- 1974: Sandra Marchena, actriz española.
- 1974: Glenn D'Hollander, ciclista belga.
- 1975: Rafael Farfán, futbolista peruano.
- 1976: Joe Manganiello, actor estadounidense.
- 1976: Brendan Hines. actor estadounidesnse
- 1976: Patrik Ježek, futbolista checo.
- 1977: Kery James, músico francés.
- 1977: Kuami Agboh, futbolista togolés.
- 1977: Luigi Riccio, futbolista y entrenador italiano.
- 1977: Thomas Kleine, futbolista y entrenador alemán.
- 1978: John Legend, músico estadounidense.
- 1978: Delfín Quishpe, cantautor indígena ecuatoriano.
- 1978: Chikondi Banda, futbolista malaui (f. 2013).
- 1978: Walter Joel Hernández, futbolista hondureño.
- 1979: James Blake, tenista estadounidense.
- 1979: Rafael Leitão, ajedrecista brasileño.
- 1979: Zach Hill, baterista estadounidense.
- 1979: Noomi Rapace, actriz sueca.
- 1979: André Holland, actor estadounidense.
- 1980: Diego Junqueira, tenista argentino.
- 1980: Lomana LuaLua, futbolista congoleño.
- 1980: Vanessa Ferlito, actriz estadounidense.
- 1981: Carlos Águia, futbolista brasileño.
- 1981: Emanuel Berg, ajedrecista sueco.
- 1981: Khalid Boulahrouz, futbolista neerlandés.
- 1981: Mika Väyrynen, futbolista finlandés.

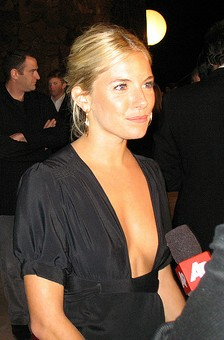
Sienna Miller.

- 1981: Sienna Miller, actriz estadounidense.
- 1982: Matt Walst, músico canadiense, cantante de la banda Three Days Grace.
- 1982: Ferry Rotinsulu, futbolista indonesio.
- 1983: Álvaro Antón, futbolista español.
- 1983: Felipe Colombo Eguía, actor y cantante argentino de origen mexicano.
- 1983: Luciano Becchio, futbolista argentino.
- 1983: Debatik Curri, futbolista albanés.
- 1983: Albert Riera Vidal, futbolista hispano-neozelandés.
- 1983: Arnold Zuluaga, futbolista y entrenador peruano.
- 1984: Leroy Lita, futbolista británico.
- 1984: Martin Kaymer, golfista alemán.
- 1984: Maggie Civantos, actriz española.
- 1984: Miguel Amado, futbolista uruguayo.
- 1985: Taryn Terrell, luchadora y actriz estadounidense.
- 1985: Dan Amboyer, actor estadounidense.
- 1985: Benoît Trémoulinas, futbolista francés.
- 1986: Victoria Atkin, actriz británica.
- 1986: Tom Huddlestone, futbolista británico.
- 1986: Bocundji Cá, futbolista bisauguineano.
- 1986: Khassimirou Diop, futbolista senegalés.
- 1986: Ryota Takahashi, futbolista japonés.

Samuel García

- 1987: Samuel García, político mexicano, Gobernador de Nuevo León desde 2021.
- 1987: Thomas Dekker, actor estadounidense.
- 1987: Amer Mubarak, futbolista emiratí.
- 1987: Juan Pablo Ledezma, narcotraficante mexicano.
- 1988: Jordy Buijs, futbolista neerlandés.
- 1988: Adam Sarota, futbolista australiano.
- 1988: Balal Arezou, futbolista afgano.
- 1989: Mackenzie Rosman, actriz estadounidense.
- 1989: Silvia Alonso, actriz española.
- 1989: Eva Cedeño, actriz, boxeadora y conductora mexicana.
- 1989: Xavier Kouassi, futbolista marfileño.
- 1989: Julian Kern, ciclista alemán.
- 1989: Albert Kowert, remero alemán.
- 1989: Niclas Pieczkowski, balonmanista alemán.
- 1990: David Archuleta, cantante estadounidense, ganador de American Idol.
- 1990: Marcos Alonso Mendoza, futbolista español.
- 1990: Sadio Diallo, futbolista guineano.
- 1990: Bastiaan Lijesen, nadador neerlandés.
- 1991: Natiia Pantsulaia, futbolista ucraniana.
- 1991: Macarena Sánchez, futbolista argentina.
- 1991: Osinachi Ohale, futbolista nigeriana.
- 1991: Cory Burke, futbolista jamaicano.
- 1991: Keko Gontán, futbolista español.
- 1992: Sheryl Rubio, actriz venezolana.
- 1992: Héctor Castellanos, futbolista hondureño.
- 1992: Henry Figueroa, futbolista hondureño.
- 1992: César Martins, futbolista brasileño.
- 1992: Jakub Świerczok, futbolista polaco.
- 1992: Erik Schmidt, balonmanista alemán.
- 1993: Jean-Claude Billong, futbolista francés.
- 1993: Maximilian Beyer, ciclista alemán.
- 1993: Mai Kyokawa, futbolista japonesa.
- 1993: Scott Effross, beisbolista estadounidense.
- 1993: Tomáš Babák, balonmanista checo.
- 1994: Adam Peaty, nadador británico.
- 1994: Odd Christian Eiking, ciclista noruego.
- 1994: Josh Heath, baloncestista estadounidense.
- 1994: Willy Pizzi, futbolista liechtensteiniano.
- 1995: Marcos Lopes, futbolista portugués.
- 1995: Nahitan Nández, futbolista uruguayo.
- 1995: Mauricio Lemos, futbolista uruguayo.
- 1995: Dylan Cease, beisbolista estadounidense.
- 1995: Séïbou Mama, futbolista beninés.
- 1996: Edgar Tur, futbolista estonio.
- 1996: Beto da Silva, futbolista peruano-brasileño.
- 1996: Yuriy Natarov, ciclista kazajo.
- 1996: Nicola McDermott, atleta australiana.
- 1996: Tanguy Ndombélé, futbolista francés.
- 1996: Ayub Aduich, taekwondista marroquí.
- 1996: Frédérique Matla, jugadora de hockey sobre césped neerlandesa.
- 1997: Lucas Buadés, futbolista francés.
- 1997: Konstantinos Galanopoulos, futbolista griego.
- 1997: Samkelo Cele, baloncestista sudafricano.
- 1998: Joaquim Henrique Pereira Silva, futbolista brasileño.
- 1998: Jacob Davenport, futbolista británico.
- 1998: Adler Da Silva, futbolista suizo.
- 1999: Tomoya Wakahara, futbolista japonés.
- 1999: Rúnar Þór Sigurgeirsson, futbolista islandés.
- 1999: Ary Borges, futbolista brasileña.
- 2000: Larissa Manoela, actriz brasileña.
- 2000: Martín Lara, futbolista chileno.
- 2000: Agustín Hurtado, futbolista argentino.
- 2000: Manuela Paví, futbolista colombiana.
- 2001: Maitreyi Ramakrishnan, actriz canadiense.
- 2001: Tyrhys Dolan, futbolista británico.
- 2001: Paul Penhoët, ciclista francés.
- 2002: Kelsey Briggs, niña estadounidense asesinada por sus padres a los 2 años y 7 meses (f. 2005).
- 2002: Giannis Satsias, futbolista chipriota.
- 2002: Alibek Davronov, futbolista uzbeko.
- 2003: Nicolás Viola, rugbista argentino.
- 2003: Maito Fujioka, actor y modelo japonés
- 2003: Diego Coppola, futbolista italiano.
- 2003: Marco Aceituno, futbolista hondureño.
- 2004: Álvaro Leiva, futbolista español.

## Fallecimientos
- 1104: Pedro I, rey de Aragón y Navarra (n. 1068).
- 1367: Ashikaga Yoshiakira, shogun japonés (n. 1330).
- 1446: Clemente VIII, antipapa italiano (n. 1370).
- 1503: Piero de Médici, gobernador italiano (n. 1471).
- 1558: Hermann Finck, compositor alemán (n. 1527).

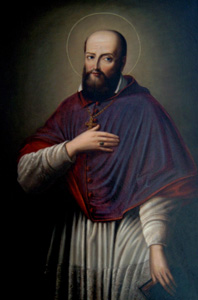
San Francisco de Sales.

- 1622: san Francisco de Sales, sacerdote y escritor francés (n. 1567).
- 1656: Laurent de La Hyre, pintor barroco francés (n. 1606).
- 1663: Francesco Maria Grimaldi, matemático y físico italiano (n. 1618).
- 1694: María II, reina inglesa (n. 1662).
- 1696: Miguel de Molinos, teólogo español (n. 1628).
- 1703: Mustafa II, sultán otomano (n. 1664).
- 1706: Pierre Bayle, filósofo y escritor francés (n. 1647).
- 1708: Joseph Pitton de Tournefort, botánico francés (n. 1656).
- 1719: Felipe Pedro, aristócrata español, hijo de Felipe V (n. 1712).

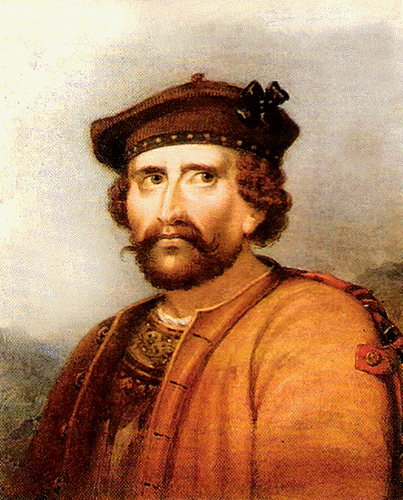
Rob Roy.

- 1734: Robert Roy MacGregor, héroe y criminal escocés (n. 1671).
- 1795: Eugenio Espejo, físico y abogado ecuatoriano (n. 1747).
- 1859: Thomas Macaulay, escritor y político británico (n. 1800).
- 1885: Adam Crooks, político canadiense (n. 1827).
- 1889: Teresa Cristina de Borbón y Dos Sicilias, emperatriz brasileña (n. 1822).
- 1890: Octave Feuillet, escritor francés (n. 1821).
- 1900: Alexandre de Serpa Pinto, explorador y soldado portugués (n. 1846).
- 1903: George Gissing, escritor británico (n. 1857).
- 1903: Edmond Colmet de Santerre, jurisconsulto francés (n. 1821).
- 1908: Françoise Auguste Gevaert, compositor belga (n. 1828).
- 1915: Juan Menéndez Pidal, poeta y folclorista español (n. 1858).
- 1916: Eduard Strauss, compositor austríaco (n. 1835).
- 1918: Olavo Bilac, político y poeta brasileño (n. 1865).
- 1919: Johannes Rydberg, físico sueco (n. 1854).
- 1921: Justo Cuervo Arango, religioso dominico español, catedrático y publicista (n. 1859).
- 1924: Léon Bakst, pintor ruso (n. 1866).
- 1925: Sergéi Yesenin, poeta ruso (n. 1895).
- 1934: Pablo Gargallo, escultor español (n. 1881).
- 1935: Clarence Day, escritor estadounidense (n. 1874).
- 1937: Maurice Ravel, compositor francés (n. 1875).
- 1937: Enrique Díaz de León, político mexicano (n. 1890).
- 1938: Florence Lawrence, inventora y actriz canadiense (n. 1886).
- 1942: Alfred Flatow, gimnasta alemán (n. 1869).
- 1945: Theodore Dreiser, escritor estadounidense (n. 1871).
- 1947: Víctor Manuel III, rey italiano entre 1900 y 1946 (n. 1869).
- 1952: Fletcher Henderson, pianista estadounidense (n. 1897).
- 1952: Alejandrina de Mecklemburgo-Schwerin, reina consorte de Dinamarca (n. 1879).
- 1956: Louis de Breda Handley, jugador de waterpolo y nadador estadounidense (n. 1874).
- 1959: Ante Pavelić, político croata (n. 1889).

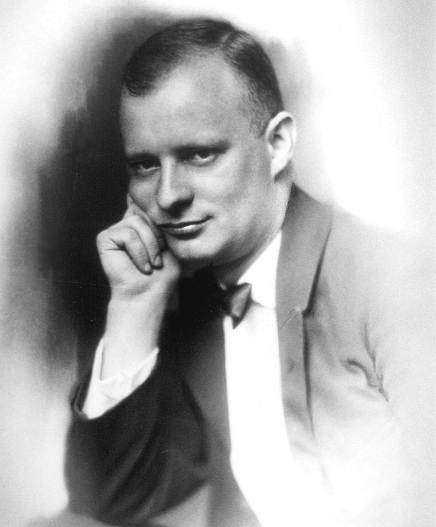
Paul Hindemith.

- 1963: Paul Hindemith, compositor alemán (n. 1895).
- 1971: Max Steiner, compositor austríaco de música para cine (n. 1888).
- 1975: Frances McConnell-Mills, toxicóloga estadounidense (n. 1900)
- 1976: Freddie King, guitarrista estadounidense (n. 1934).
- 1980: Marcel Langiller, futbolista francés (n. 1908).
- 1981: Allan Dwan, cineasta estadounidense (n. 1885).
- 1983: William Demarest, actor estadounidense (n. 1892).
- 1983: Fidela Campiña Ontiveros, cantante de ópera española (n. 1894).
- 1983: Dennis Wilson, músico estadounidense, de la banda The Beach Boys (n. 1944).
- 1983: Eugène Chaboud, piloto francés de automovilismo (n. 1907).
- 1984: Sam Peckinpah, cineasta estadounidense (n. 1925).
- 1985: Renato Castellani, cineasta italiano (n. 1913).
- 1987: Charles Malik, académico, diplomático y filósofo libanés (n. 1906).

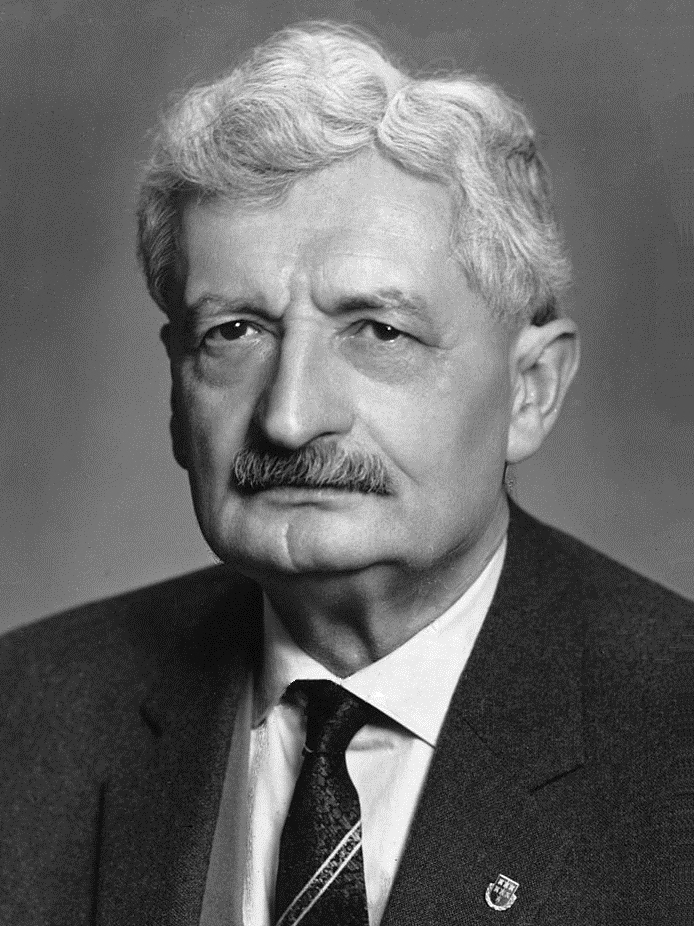
Hermann Oberth.

- 1989: Hermann Oberth, ingeniero alemán (n. 1894).
- 1991: Cassandra Harris, actriz australiana (n. 1952).
- 1994: Mariano Medina, meteorólogo español (n. 1922).
- 1996: Vasili Rakov, piloto militar soviético (n. 1909)
- 1997: Iris Marga, actriz argentina (n. 1901).
- 1998: Robert Rosen, biólogo estadounidense (f. 1934).
- 1999: Clayton Moore, actor estadounidense (n. 1914).
- 2000: Antonio Rodríguez Valdivieso, pintor español (n. 1918).
- 2002: José Cibrián, actor argentino (n. 1916).
- 2004: Jerry Orbach, actor estadounidense (n. 1935).
- 2004: Susan Sontag, escritora estadounidense (n. 1933).
- 2006: Kōmei Abe, músico, compositor y director de orquesta japonés (n. 1911).
- 2007: Xosé Cuíña, político español (n. 1950).
- 2009: The Rev (James Owen Sullivan), baterista estadounidense, de la banda Avenged Sevenfold (n. 1981).
- 2010: Ali Reza Askari, militar y político iraní (n. 1952).
- 2010: Zeferino Nandayapa, músico y compositor mexicano (n. 1931).

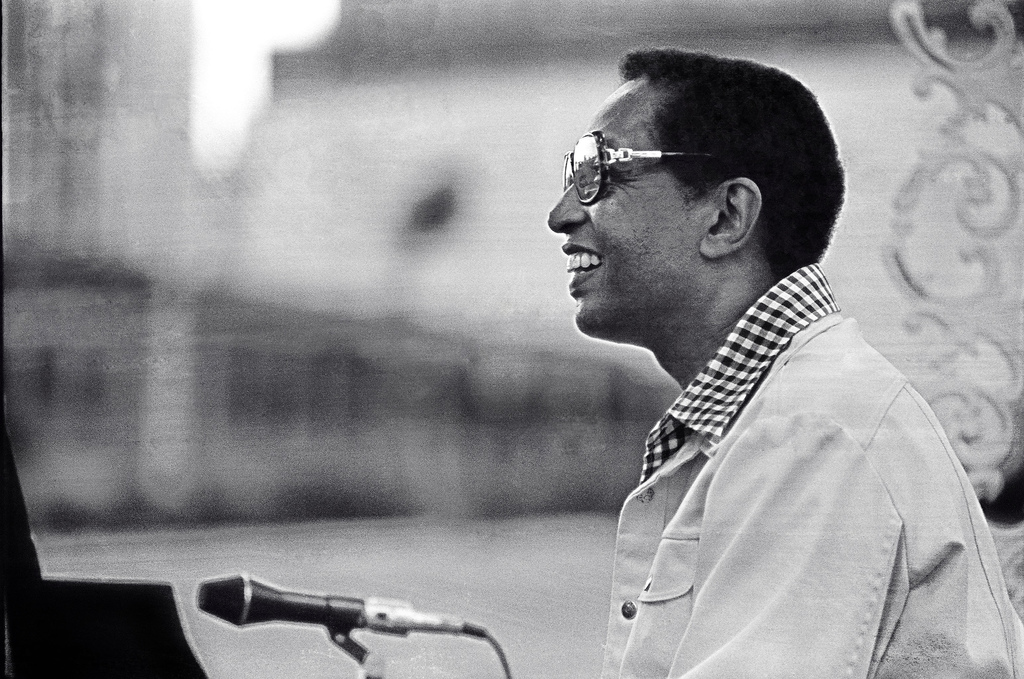
Billy Taylor.

- 2010: Billy Taylor, pianista y compositor estadounidense de jazz (n. 1921).
- 2011: Nicanor Vélez, poeta colombiano (n. 1959).
- 2011: Hideto Sotobayashi, químico japonés, superviviente de Hiroshima (n. 1929).
- 2012: Václav Drobný, futbolista checo (n. 1980).
- 2012: Tommy Keane, futbolista irlandés (n. 1968).
- 2012: Emmanuel Scheffer, entrenador de fútbol alemán (n. 1924).
- 2013: Halton Arp, astrónomo estadounidense (n. 1927).
- 2014: Leopoldo Federico, director de orquesta, compositor y bandoneonista argentino (n. 1927).
- 2015: Lemmy Kilmister, líder de la banda Motörhead (n. 1945).

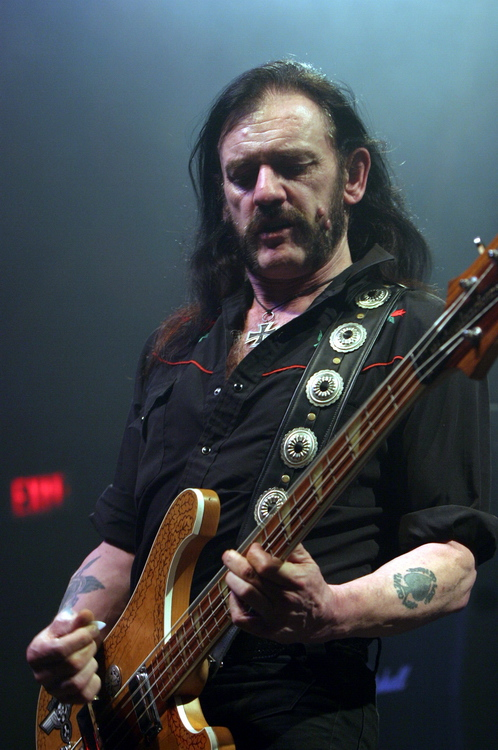
Lemmy Kilmister.

- 2016: Gregorio Álvarez, militar uruguayo, presidente de Uruguay entre 1981 y 1985 (n. 1925).
- 2016: Debbie Reynolds, cantante y actriz estadounidense (n. 1932).
- 2017: Juan Masferrer, político chileno (n. 1940).
- 2018: Amos Oz, escritor israelí (n. 1939).
- 2020: Armando Manzanero, cantautor mexicano (n. 1935).
- 2020: Jorge Luis Zambrano, narcotraficante ecuatoriano (n. 1981).
- 2021: John Madden, jugador y entrenador de fútbol americano estadounidense (n. 1936).
- 2021: Harry Reid, abogado y político estadounidense (n. 1939).
- 2023: Pedro Suárez-Vértiz, cantante y compositor peruano (n. 1969).

## Celebraciones
- Día de los Santos Inocentes.[3]
Los cristianos conmemoran la matanza de varones menores de dos años nacidos en Belén (Judea), ordenada por el rey Herodes I el Grande para matar al niño Jesús de Nazaret, el mesías (ungido) salvador del pueblo judío.

- Día Internacional de los Días Mundiales.
Para rendir homenaje a todas las personas que hay detrás de los días internacionales y mundiales: los organismos y las instituciones que los declaran, las entidades, asociaciones, marcas que los proponen y los periodistas y redactores que los dan a conocer (incluso wikipedistas).

 Por países
(Por orden alfabético)
- Australia: 
  - Día de la proclamación (Australia Meridional).

- Estados Unidos: 
  - Día del Dulce de Chocolate.
(en inglés: National Chocolate Candy Day).
  - Día de Llamar a un Amigo.
(en inglés: National Call a Friend Day).
  - Día del Juego de Cartas.
(en inglés: National Card Playing Day).

- Sudán del Sur: 
  - Día de la República.

- Tailandia: 
  - Día de conmemoración del Rey Taksin.

### Santoral católico

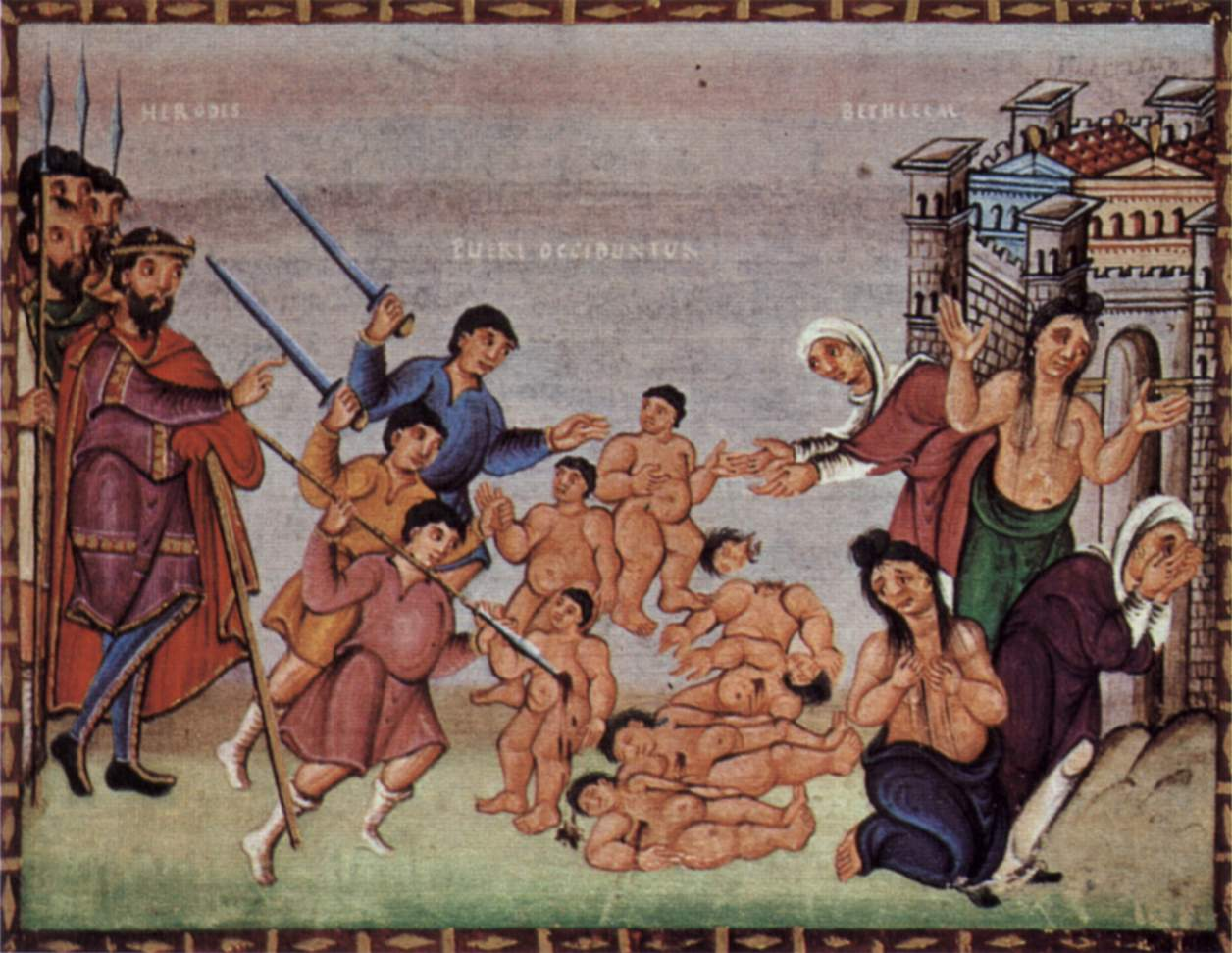
El degüello de los inocentes, según un manuscrito del

- Santos Inocentes, mártires.[4](imagen ilustrativa).
- San Teona de Alejandría, obispo (300).[4]
- San Antonio de Lérins, monje (c. 520).[4]
- Beata Matías de Nazareis, abadesa (1326).[4]
- San Francisco de Sales, obispo (fallecido en 1622).
- San Gaspar del Búfalo, presbítero (1837).[4]
- Santa Catalina Volpicelli, virgen (1894).[4]
- Beato Gregorio Khomysyn, obispo y mártir (1945).[4]